# Sara Kingdom
Sara Kingdom est un personnage de fiction de la série britannique de science fiction Doctor Who et l'un des compagnons du premier Docteur. Elle apparaît dans neuf parties de l'épisode The Daleks' Master Plan.

## Le personnage dans l'univers de Doctor Who
Sara Kingdom était un commandant de la SSS (Space Security Service) restée sur Terre. Elle apparaît en premier lieu comme un personnage borné et ne discutant pas les ordres. Elle va même jusqu'à tuer son frère, Vyon, ce dernier ayant été déclaré comme étant un traître au système solaire, tout comme le Docteur et Steven. C'est à ce moment-là qu'elle les rencontrera et, comprenant qu'elle a été manipulée, se joindra alors à eux à bord du TARDIS.
Sara Kingdom est un personnage déterminé à protéger le Système Solaire quel qu’en soit le prix et donc à aider le Docteur dans sa lutte contre les Daleks. Elle connait également quelques techniques de combat à mains nues, dont elle se servira pour assommer deux Égyptiens dans la partie Golden Death.
Le Docteur ayant réussi à s'emparer du destructeur temporel, il ordonne à Sara et à Steven de retourner dans le TARDIS pour qu'ils y soient en sécurité. Mais Sara, inquiète sur le sort du Docteur aux prises avec les Daleks, désobéit et le rejoint. Alors qu'ils tentent de rejoindre le TARDIS, les effets dévastateurs du destructeur temporel s'amplifient, faisant alors vieillir Sara jusqu'à sa mort.
Steven a été extrêmement choqué par la fin de Katarina, et il en est de même pour la fin de Sara. Cela aura des conséquences car à la fin du serial suivant, « The Massacre of St Bartholomew's Eve » il tente à son tour de quitter le Docteur après avoir vu mourir une femme avec laquelle il s'était lié d'amitié, mais se ravisera en faisant la connaissance de sa descendante. 

## Caractéristique du  personnage
L'idée derrière la création du personnage de Sara Kingdom était d'introduire un personnage féminin qui soit aussi une femme d'action, à l'image d'Emma Peel dans la série Chapeau melon et bottes de cuir. Du reste Jean Marsh estime que son personnage n'a accompagné le Docteur que durant un seul serial et qu'il n'entre pas à priori dans les "compagnons" du Docteur, mais son nom figure très souvent dans les livres et les listes officielles. 